# Borgarbyggð
Borgarbyggð är en kommun i regionen Västlandet på Island. Folkmängden är 3 868 persomer (2022).

## Bilder

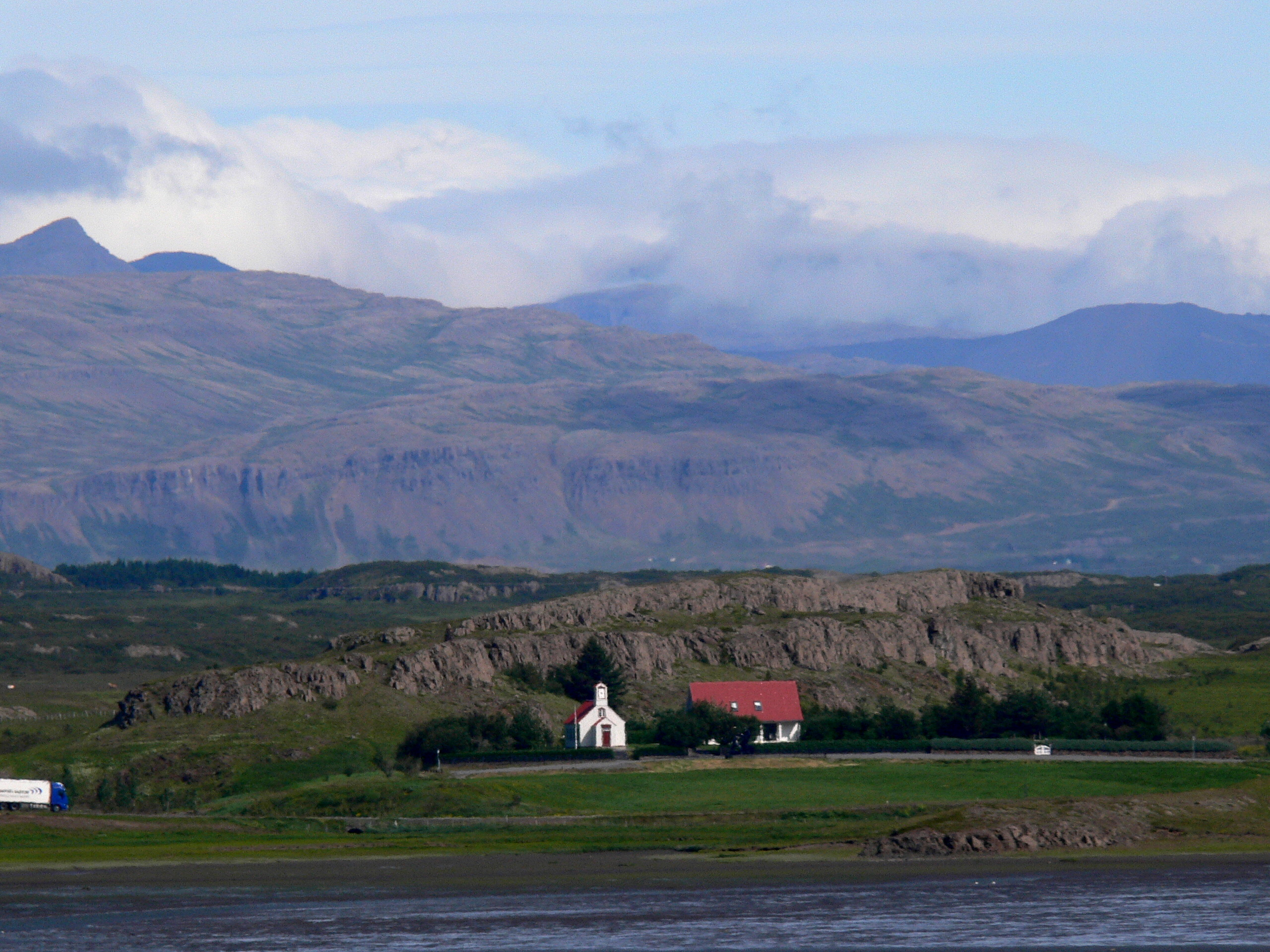
Borg á Mýrum
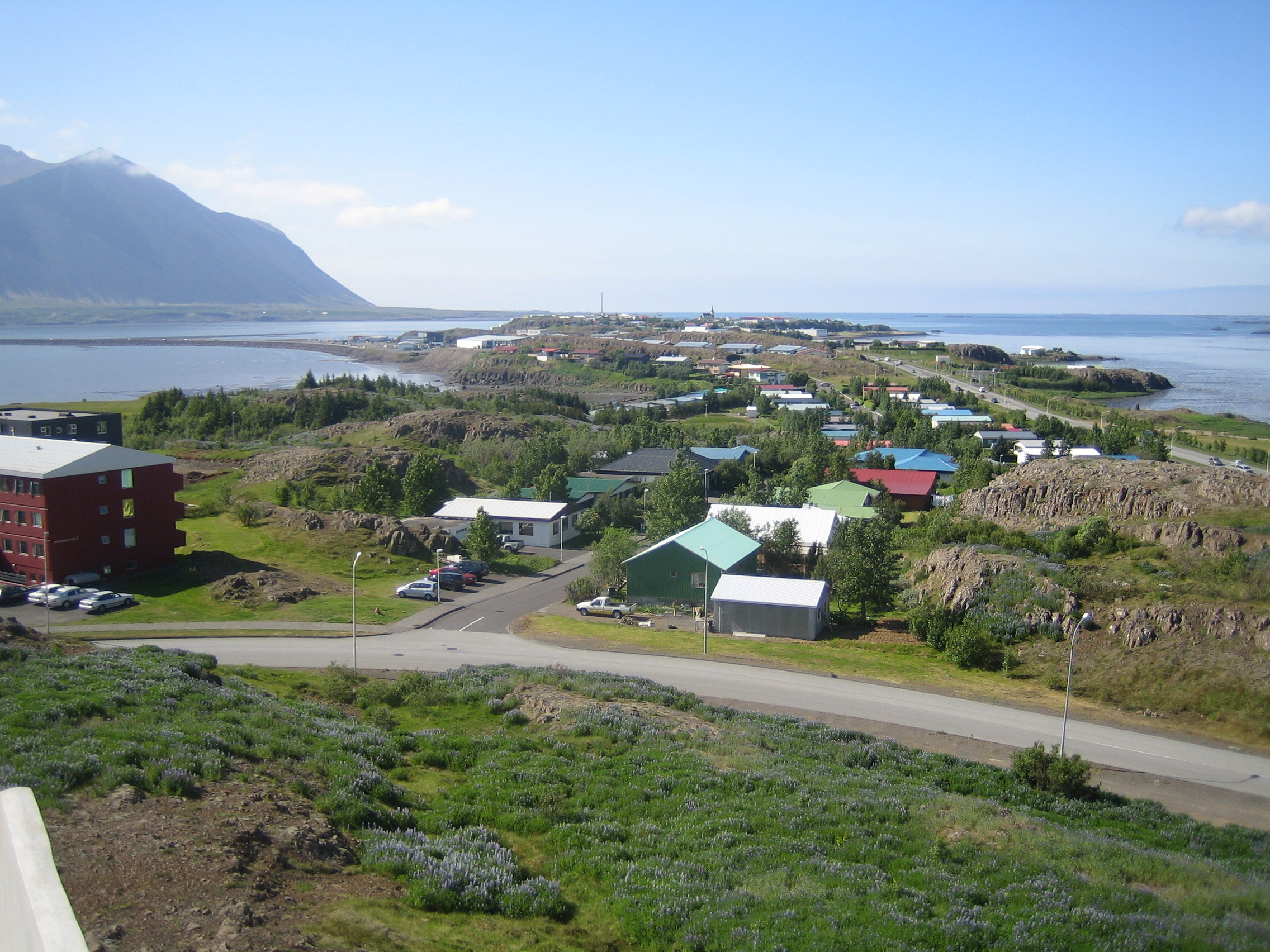
Borgarnes
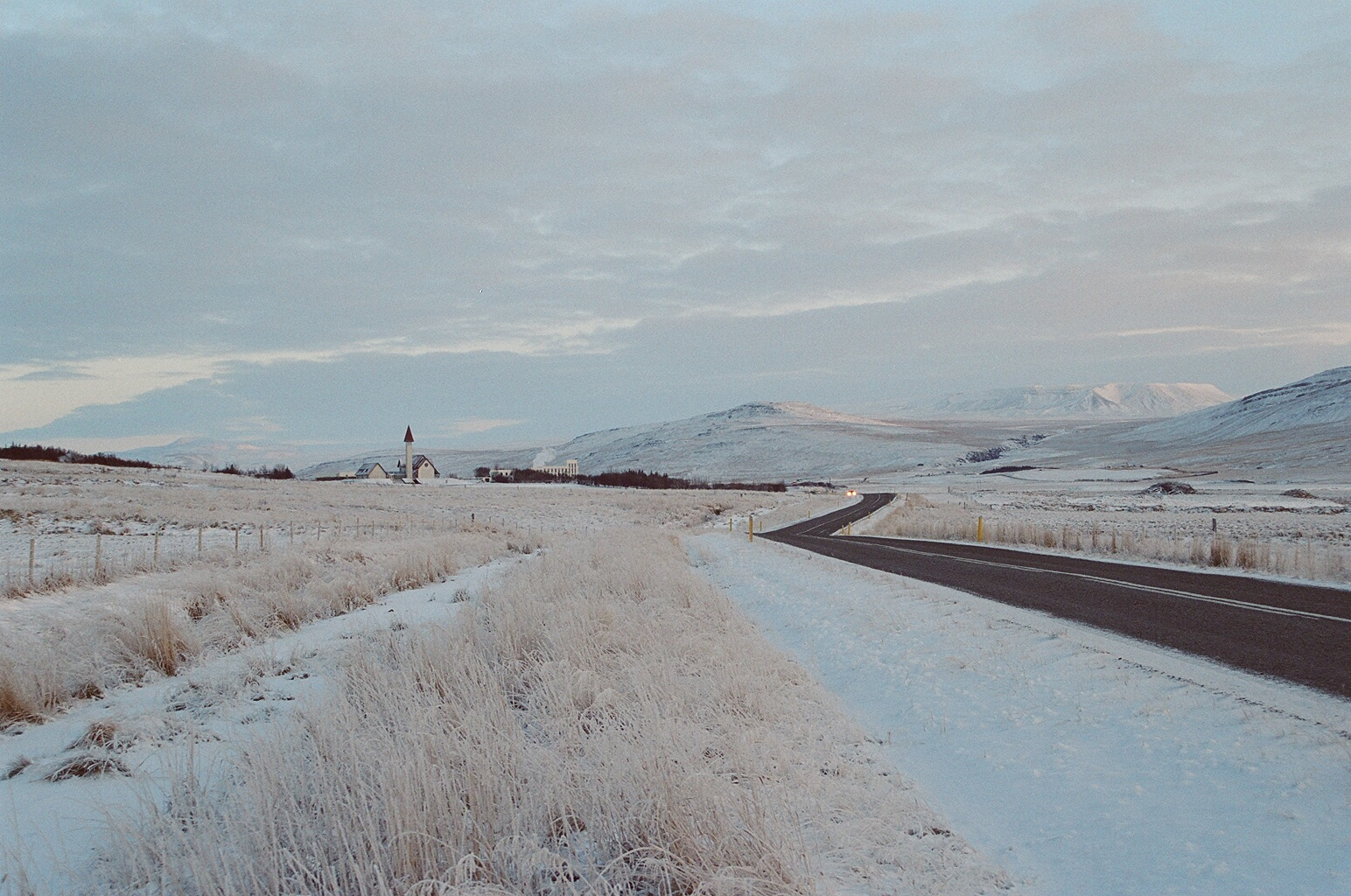
Reykholt